# 市立岸和田市民病院
市立岸和田市民病院（しりつきしわだしみんびょういん）は、大阪府岸和田市にある医療機関である。岸和田市病院事業の設置等に関する条例により設置された市立の病院である。臨床研修認定病院や国指定がん診療拠点病院などの指定を受けている。
公益財団法人日本医療機能評価機構認定病院(3rdG:Ver.1.1(5回目,2018年3月2日認定,2023年1月11日認定有効期限))。

## 沿革
- 1941年（昭和16年）3月 - 岸和田市および泉南郡春木町・山直町・南掃守村の組合病院として、南掃守村大字加守に公立大宮病院が開院。
- 1942年（昭和17年）4月 - 市町村合併により岸和田市立病院と改称。
- 1961年（昭和36年）8月 - 市立岸和田市民病院と改称。
- 1962年（昭和37年）2月 - 総合病院に指定。
- 1993年（平成5年）4月 - 臨床研修病院に指定。
- 1996年（平成8年）5月 - 岸和田市額原町に新築移転。
  - 加守町の跡地には2002年（平成14年）10月に岸和田徳洲会病院が新築移転している。
- 2002年（平成14年）12月 - 大阪府地域がん診療拠点病院に指定。
- 2010年（平成22年）11月 - 地域医療支援病院に指定。

## 診療科
- 内科
- 消化器内科
- 循環器内科
- 代謝・内分泌内科
- 血液内科
- 腫瘍内科
- 神経内科
- 呼吸器内科
- 呼吸器外科
- 外科
- 心臓血管外科
- 脳神経外科
- 整形外科
- 形成外科
- 乳腺科
- 小児科
- 産婦人科
- 皮膚科
- 泌尿器科
- 耳鼻咽喉科
- 眼科
- 歯科口腔外科
- 精神神経科
- 麻酔科
- リハビリテーション科
- 放射線科
- 救急科
- 乳腺外科
- 腎臓内科
- 病理診断科

## 交通アクセス
- JR阪和線「下松駅」から徒歩約6分[3]。
- 南海バス牛滝線「市民病院前」停留所下車[3]
- 南海バス福田線「下松」停留所下車[3]
- 岸和田市地域巡回ローズバス「市民病院前」停留所下車[3]

## 不祥事・医療ミス・医療事故
- 2019年12月 - 呼吸器センター長の男性医師（62歳）が、4月23日、病院と一般社団法人医療健康資源開発研究所が実施した、花粉症の改善効果に関する共同研究をめぐり、病院の倫理委員会での承認や事務手続きが円滑に進むよう取り計らった見返りと知りながら、研究所の代表理事（63歳、贈賄の疑いで逮捕）から賄賂として、現金20万円を自分名義の銀行口座に振り込ませたとしている。12月4日、男性医師は収賄の疑いで逮捕。男性医師は共同研究の責任者として、研究計画書を病院の倫理委員会に申請する立場だった[4]。12月26日、大阪地方検察庁は収賄罪で男性医師を起訴。また、男性医師は2016年3月から2019年4月にかけて、6回にわたって処方箋を偽造し調剤薬局から勃起障害治療薬を詐取したなどとして、有印私文書偽造・同行使や詐欺罪などでも起訴された[5]。2022年2月22日、大阪地方裁判所は、「呼吸器の専門医として具体的な提言をしていた経過が認められる。契約締結に有利な取り計らいがされた事情は見当たらない」として収賄罪については無罪とし、男性医師に対し処方箋を偽造した詐欺罪などで懲役1年、執行猶予3年を言い渡した[6][7]。2023年3月9日、大阪高等裁判所は無罪とした1審判決を破棄。謝礼は「研究を円滑に実施するために支払われた」と認定し、男性医師に懲役2年、執行猶予3年、追徴金20万円を言い渡した[8]。最高裁判所は同年11月20日付で男性医師側の上告を棄却する決定をした。二審の大阪高裁の判決が確定する[9]。